# Paul Meier (restauratör)
Paul Meier, född 15 november 1884 i Bad Langensalza, död 8 maj 1962 i Stockholm, var en tysk-svensk restauratör.
Paul Meier var son till poliskommissarien Nicolaus Meier. Efter studentexamen i Berlin 1901 gjorde han hotellpraktik i Tyskland och Frankrike 1901–1908 och blev 1909 direktör för Kurhaus Kaiserhof i Heringsdorf. 1910 blev han direktör för Hotel Impérial i Paris och kom därefter till Sverige efter att ha blivit anställd som souschef vid Grand Hôtel i Stockholm. Där stannade han till 1924 och blev året efter chef för Hotel Regina. Meier var 1926–1953 innehavare av Oxtorgskällaren/Oxen-Hungaria, av Fenixpalatset/Fenix-Kronprinsen 1931–1939 och av restaurang Druvan 1941–1960. 1942–1948 var han VD för Grand Hôtelkoncernen och jourhavande direktör där från 1949 samt från 1942 ledamot av styrelsen för AB Grand Hôtels intressenter. Meier var även innehavare av Hotell Knaust samt ledamot av styrelsen för Stockholms hotell- och restaurantförening och Sveriges centrala hotell- och restaurantförening.